# تپه چیرکندی
تپه چیرکندی مربوط به دوران پیش از تاریخ ایران باستان است و در استان آذربایجان غربی، شهرستان چایپاره، روستای چیرکندی واقع شده و این اثر در تاریخ ۲۴ تیر ۱۳۸۲ با شمارهٔ ثبت ۹۱۷۰ به‌عنوان یکی از آثار ملی ایران به ثبت رسیده‌است.